# Dermesztő

Son Goku és Dermesztő harca

Dermesztő (フリーザ, Furīza, Frieza) egy kitalált szereplő, az egyik fő gonosztevő a Dragon Ball Z anime sorozatban. A Namek-bolygón jelenik meg először. Célja, hogy halhatatlan legyen és ő legyen a világ ura. A Freeza Saga végén megszűnik a jelentősége, noha később rövid időre megjelenik a Cell és Majin Buu részeknél illetve a Dragon Ball GT sorozatban. A Dragon Ball Super-ben "Golden Frieza", vagyis "Arany Dermesztő" néven tér vissza. Neve a fagyasztani szóból ered (freeze). Szinkronhangjai: Japán - Nakao Rijuszei, Magyar - Cs. Németh Lajos, Gyurin Zsolt.

## Eredet
Dermesztő egy galaktikus nagyúr aki számos bolygó fölött gyakorol uralmat, valamint folyamatosan terjeszti befolyási területét számos fajból álló seregével, amelyek közé a harcias csillagharcosok is tartoznak. 
Egy legenda szerint évezredenként a Saiya-jinok (csillagharcosok) között megjelenik egy harcos amelyik messze túlszárnyalja bárki harci erejét, és a legerősebb lény a galaxisban. Ezt a legendás harcost szuper-csillagharcosnak (Super Saiya-jinnak) nevezik. Mivel senki nem látott ilyet, illetve források sem számolnak be arról, hogy ez a történet igaz, ezért legtöbben, így Dermesztő is mítosznak minősítette ezt a történetet. Azonban miután a csillagharcosok közül többen is nagy harci erő növekedést tanúsítottak, valamint Vegita király is merényletet kísérelt meg Dermesztővel szemben, ezért úgy döntött, hogy elpusztítja a Vegeta-bolygót, hogy a Saiya-jinok ne foghassanak össze ellene. Ezzel mindössze pár csillagharcost hagyott meg, akik éppen nem tartózkodtak Vegita bolygón: Vegitát, Nappát, Raditzot (kiknek úgy adták elő a történetet, hogy meteor ütközött Vegeta-bolygóba), és Son Gokut (Kakarottot). (A filmekben még három Saiya-jin élte túl a pusztítást: Turles, Paragus és Broly.)
Mikor Dermesztő hallotta Vegitáék beszélgetését a Földön arról, hogy Namek-bolygón vannak kristálygömbök, amik által halhatatlanságot szerezhet, rögtön Namek felé vette az irányt csapatával.

## Személyiség
Dermesztő egy galaktikus zsarnok aki halhatatlanságot akar szerezni, és ennek érdekében bármit hajlandó megtenni, és nem kíméli sem más sem a saját emberei életét (többször is megfenyegette saját embereit, hogy megöli őket, ha nem teljesítik a feladatot, amit rájuk bízott). Rendkívül agresszív és szadisztikus, hajlandó tömegmészárlásokat is véghez vinni, ha úgy tartja jónak (példa erre a namekiek között véghez vitt szabályos népirtás). Rendkívül arrogáns, alsóbbrendűként kezeli a többi fajt (többször utalt a csillagharcosokra majmokként), és nem hajlandó elismerni azt, hogy legyőzték, vagy hibát követett el. Azonban számító is egyben, és hajlandó drasztikus eszközöket is igénybe venni, hogy biztosítsa a győzelmét (pl.: elpusztítja Nameket csakhogy legyőzze Gokut).
Son Goku végül legyőzte Dermesztőt a Nameken, de csodával határos módon mindketten túlélték a robbanást. Apja, Cold Tábornok meggyógyíttatta és újjáépítette Dermesztőt, szinte gépet csináltak belőle (lásd Mecha Freeza forma), és a Földre jöttek azzal a céllal, hogy megöljék Gokut és a többi földlakót. Ekkor Dermesztő valamivel óvatosabb volt és némileg paranoiásabb lett a sokk hatására, amit a veresége okozott, ám egy jövőből jött fiú, Trunks végleg átküldte őt és az apját a másvilágra.

## Megjelenés
Dermesztő egy olyan fajba tartozik, amelyik képes különböző formákat felvenni annak érdekében, hogy megnövelje a harci erejét. Mindegyik forma erősebb az előzőnél, és ez Dermesztő módja arra, hogy beszabályozza harci potenciálját, ugyanis ő erre nem képes olyan módon, mint a csillagharcosok. Az egyes formák nagy mértékben különbözhetnek egymástól, de gyakori motívum a fehér testfelület, lila részek a testen, a három lábujj illetve a vörös szem.

### Első Forma
Ez Dermesztő nem harci formája, noha ebben is kb. 530 000 harci erővel rendelkezik. Ebben a formában alacsony, a feje teteje fényes lila és a két oldalán két rövid fekete hegyes szarv található. Az arca két oldalán, a farkán, a combjain meg a felkarjain rózsaszín szelvények találhatók. A kezei, a lábfejei, az arca középső része, a nyaka valamint a farka vége lila. Az alkarjai meg a lábszárai fehérek, az elülső felükön barna szelvényezett részekkel. A törzs és a vállai fehérek a mellkas közepén és a vállain egy-egy fényes lila résszel. Az ágyéka fekete. Ebben a formában viselt Saiya-jin típusú mellpáncélt.

### Második Forma
A Második formában a harci értéke kb. 1 000 000 körül van. A kinézete nem sokat változik. A mérete rendkívülien megnő, valamint a szarvai a koponyához közel meghajlanak és fölfelé merednek. Ebben a formában nagyon hasonlít apjához, Cold tábornokhoz.

### Harmadik Forma
A harmadik formában Dermesztő feje erősen megnyúlik, az orra besüllyed az arcba, a hosszú fejéből két oldalra két pár, lapockáiból hátra egy pár fehér szarv áll ki (a fekete szarvak visszahúzódnak). A vállrészen a fehér rész elválik a kartól és egyfajta vállpáncélként helyezkedik el a teste két oldalán, valamint hangja is kissé megváltozik. Ez a forma erősen emlékeztet az Alien-filmek szörnyeire.

### Végső/Eredeti Forma
Ez Dermesztő eredeti és legerősebb formája, ugyanis Dermesztő meglepő módon azért fejlesztette ki a transzformációit, hogy csökkentsék az eredeti formájának a harci erejét és kisebb terhelést rójanak a testére. Ebben a formában ismét alacsony, az egész teste sima egyenletes fehér, a koponyája tetején, a vállain, a mellkasa közepén az alkarjain és lábszárain fényes lila felülettel. A szemétől az arcán át az arcélig egy halvány függőleges vonal fut végig.

#### 100% Forma
Dermesztő, ha úgy dönt, képes előhozni magából az ereje maximumát. Ez a forma megegyezik a végső formájával, az egyetlen eltérés az izmainak hirtelen megnövekedése. Noha Dermesztő nagy erőt képes ebben a formában kiadni magából, azonban, ha lehet, elkerüli a használatát, mert nagy megterhelést ró a testére.

#### Mecha Freeza
Miután a teste félbe lett vágva és Goku lövése is nagyon megsebezte, Dermesztő apja annak érdekében, hogy újból harcképessé tegye, a hiányzó részeket mechanikus részekkel pótolta ki. A kipótolt részek: teljes alsótest, felsőteste bal része karral együtt, valamint koponyája jobb fele. Dermesztő állítása szerint ez a forma erősebb eddigi formáinál, de hogy mennyire, nem derül ki, mert Super Saiya-jin (Jövőbeli) Trunks különösebb erőfeszítés nélkül megöli őt is és apját is.
Arany Forma
Az arany forma a Dragon Ball Z - F, mint Feltámadás c. filmben jelenik meg. Miközben Goku Vegitával együtt elérte a Kék Szuperharcos szintet (Super Saiyan God Super Saiyan, vagy Super Saiyan Blue), Dermesztő fel lett támasztva a sárkánygömbök segítségével és az isteni erőkhöz hasonlót erőt szerez meg. Kinézetre a feje felső része, a vállai lilák maradtak, de a többi része arannyá változott.

## Képességek
Mivel Freeza egy rendkívül erős földönkívüli fajból származik, ennek köszönhetően hatalmas erővel és sebességgel valamint tökéletes kí feletti uralommal rendelkezik, és erős technikákat használ. Hiányossága, hogy nem képes érzékelni a kít, ami időnként hátrányként jelentkezik a harcokban. Freeza további fajából adódó képessége, hogy képes életben maradni a világűrben is.
Technikák, képességek
- Bukujutsu: Freeza képes repülni a kíje segítségével.
- Változatos kí-lövések
- Freeza Beam: Freeza legjellegzetesebb mozdulata, egy rendkívül gyors lila sugár az ujjból.
- Death Ball: Egy óriási lángszínű, vagy kisebb fekete gömb amivel Freeza általában bolygókat pusztít el.
- Bakuhatsha: Freeza képes a maga körüli területen egy hatalmas robbanást okozni.
- Daichiretsuzan: Egy erős kíből alkotott él amivel Freeza félbevágta Namek bolygót.
- Hokaku kon Dan: Egy energiagömb amibe Freeza képes az ellenfelet bezárni, és amiből nem tud kitörni. Freeza szabadon irányíthatja a gömböt, azonban megszűnik a gömb, ha más felülethez ér mint Freeza teste.
- Telekinézis: Freeza képes tárgyakat mozgatni a kíje segítségével.
- Kiai-Ho: Kí-áramlat, ami meglöki az ellenfelet.
- Tsubi Kienzan: Freeza képes lila vágókorongokat létrehozni a kíjéből, amit szabadon irányíthat különféle kézmozdulatokkal.
- Transzformáció: Freeza a fajából adódóan képes felvenni egy másik formát, annak érdekében, hogy jobban megnövelje a harci erejét.

## Fordítás
- Ez a szócikk részben vagy egészben  a   Frieza című angol Wikipédia-szócikk fordításán alapul.  Az eredeti cikk szerkesztőit annak laptörténete sorolja fel. Ez a jelzés csupán a megfogalmazás eredetét és a szerzői jogokat jelzi, nem szolgál a cikkben szereplő információk forrásmegjelöléseként.